# Бабаев, Сергей Эдуардович
Серге́й Эдуа́рдович Баба́ев (16 октября 1976, Москва) — российский журналист и телеведущий. Наиболее известен как ведущий программы «Другие новости» на «Первом канале» (2006—2014). Ведущий программы «Доброе утро» c 2014 года.

## Биография
Сергей Бабаев родился 16 октября 1976 года в Москве в семье инженеров. В старших классах школы Сергей заинтересовался биологией и первоначально поступил на биологический факультет МГУ. Но со временем он решил перевестись на журфак того же университета, который, по собственному утверждению, из-за постоянной загруженности по работе окончил только спустя 10 лет с момента поступления, в 2004 году.
На телевидении с 1993 года. За время работы освоил практически все телевизионные профессии — изначально являлся администратором, затем ассистентом режиссёра, режиссёром, редактором, корреспондентом, ведущим, спортивным комментатором. Не имеет никаких государственных наград и званий. 

### Телевидение
В течение 8 лет (1993—2001) работал в спортивной редакции на НТВ, в 1996—2002 годах вёл программы на телеканале «НТВ-Плюс». Пришёл на НТВ по приглашению Алексея Буркова и Анны Дмитриевой — основоположников спортивного вещания на телеканале.
Работал редактором спортивных новостей в программе «Сегодня», затем — в телевизионных программах «Такова спортивная жизнь», «Теннис в полночь с Анной Дмитриевой», «Пресс-центр». Вёл программу «Рядом. Неспортивные новости». Работал на ряде Олимпийских игр — в 1994 (из Москвы, дистанционно), 1996 (с места), 1998, 2000, 2002 и 2006 годах (все из Москвы, дистанционно) как спортивный журналист, корреспондент, ведущий дневников.
1 ноября 1996 года в 7 часов утра открывал вещание первого в России спутникового телевидения «НТВ-Плюс» — провёл самый первый эфир в программе «Новости спорта» на телеканале «НТВ-Плюс Спорт». Далее был постоянным ведущим новостей этого телеканала, делал различные сюжеты и обзорные телепередачи о спортсменах и турнирах, комментировал соревнования по санному спорту, фигурному катанию, гольфу, гонки на комбайнах и бульдозерах. В 2001—2002 годах в качестве сотрудника «НТВ-Плюс» делал прямые включения в спортивном блоке информационной программы ТВ-6 «Сейчас». Покинул «НТВ-Плюс» в 2002 году по причинам, не связанным с делом НТВ — в связи с личным желанием перейти к более творческой и разнообразной работе.
В 2002—2003 годах — корреспондент в новостях ТВС. Был в числе журналистов телеканала, освещавших захват заложников в театральном центре на Дубровке, в прямом эфире рассказывал о последних событиях, связанных с террористическим актом на Дубровке.
После закрытия ТВС в июне 2003 года перешёл на «Первый канал». С 2003 года по 2006 год — специальный корреспондент Дирекции информационных программ Первого канала, работал в программах «Новости», «Время» и «Времена». Специализировался на освещении заседаний Правительства РФ, делал прямые включения и репортажи. Также работал над репортажами на тему космоса, науки и экологии. Делал материалы об украинских президентских выборах 2004 года из Донецка, а также о взрыве у «Националя» и обрушении «Трансвааль-парка».
С 31 июля 2006 года по 30 мая 2014 года вёл программу неполитической информации «Другие новости».
С 6 октября 2014 года ведёт программу «Доброе утро».
С 2015 года по 2019 год комментировал в прямом эфире «Первого канала» первомайские демонстрации на Красной площади в паре с Мариной Ким.

### Документальное кино
Является автором и ведущим документального фильма «Чёрные волки» — о морской пехоте в Дагестане и Чечне. Показан на ТВС в 2002 году.
Автор и ведущий документального фильма про Международный Авиакосмический Салон МАКС-2003, показанного на «Первом канале».

### Кино
Снялся в эпизодической роли в детском фильме «Семицветик» (режиссёр Елизавета Трусевич, 2013 г.).

### Преподавание
Преподавал в Институте повышения квалификации работников телевидения и радиовещания и в Высшей школе телевидения (ВШТ). Принимал участие в медиафорумах и фестивалях прессы на Селигере, в Сыктывкаре, Пятигорске, Анапе (Сукко), Краснодаре, Ростове-на-Дону и Костроме. Читал лекции в институтах, среди которых Московский Институт Телевидения и Радиовещания Останкино (МИТРО), Гуманитарный институт телевидения и радиовещания им. М. А. Литовчина, Московский государственный университет печати имени Ивана Федорова. Куратор курса ведущих и корреспондентов школы «Первого канала». Регулярно проводит встречи с учениками Школы журналистики имени Владимира Мезенцева при Центральном Доме журналиста.

### Участие в других телепроектах
- «10 лет Плюс» («НТВ-Плюс Спорт»)[27]
- «Жестокие игры» («Первый канал»)[28]
- «Мужское/женское» («Первый канал»)
- «Чёрно-белое» («Первый канал»)
- «Вечерний Ургант» («Первый канал»)
- «Пусть говорят» («Первый канал»)
- «Модный приговор» («Первый канал»)
- «Контрольная закупка» («Первый канал»)
- «Время обедать» («Первый канал»)
- «Они и мы» («Первый канал»)
- «Доброго здоровьица!» («Первый канал»)
- «Большая разница» («Первый канал»)
- «Кто хочет стать миллионером?» («Первый канал»)
- «Самый умный» (СТС)
- Документальное кино (РЕН ТВ)
- «Видели видео» («Первый канал»)
- «Жить здорово!» («Первый канал»)
- «Здоровье» («Первый канал»)

## Личная жизнь
Первая жена — Ирина, умерла в 2021 году от коронавируса, были женаты с 1997 года. Двое детей: сын и дочь.
Вторая жена — Юлия, женаты с 2023 года.

## Увлечения
- Выращивание хвойных, ягодных и прочих экзотических растений на дачном участке[31].
- Макрофотография[32][33].
- Виноделие
- Винокурение/самогоноварение: Кальвадос, Чача, Сливовица, Виски, Бурбон.
- Приготовление колбас и вяленого мяса
- Сыроделие[34]
- Активно ведет свой собственный блог на платформе Youtube под псевдонимом "Сергей Бабаев". На нем он делится рецептурой приготовления сыров, винных напитков и рассказывает о собственной жизни[35].